# David Stifter
David Stifter (* 29. Juni 1971) ist ein österreichischer Keltologe.

## Leben
Er studierte Latein, Russisch und Indogermanistik in Wien. 1998 erlangte er den Mag. phil. mit einer Arbeit über den altirischen Einfluss auf das Latein der Navigatio Sancti Brendani.
Von 2000 bis 2008 war er Vertragsassistent am Institut für Linguistik der Universität Wien.
2003 promovierte er mit einer Arbeit über die Didaktik des Altirischen.
Ab 2006 leitete er die Forschungsprojekte Wörterbuch der altirischen Glossen des Codex Ambrosianus C 301 inf., Lexicon Leponticum und Altkeltische Sprachreste in Österreich.
Seit 2011 ist er Professor für Altirisch am Department of Early Irish der Maynooth University, wo er das Projekt Chronologicon Hibernicum leitete, welches 2021 abgeschlossen wurde.
Derzeit wirkt er an Digitalisierungsprojekten zu den gallischen Inschriften, zu frühmittelalterlichen irischen Inschriften in lateinischer Schrift und zu den Ogham-Inschriften mit.
Zu seinen Forschungsbereichen gehören Sprachvariation und -wandel des Altirischen, Sprachkontakt in der antiken Welt und auf den Britischen Inseln im Frühmittelalter sowie vergleichende Keltologie.
David Stifter ist Gründungs- und Vorstandsmitglied der seit 2009 bestehenden Societas Celtologica Europaea (Europäische Keltologengesellschaft). Außerdem ist er Mitglied der Indogermanischen Gesellschaft (seit 2005) und der Celtic Studies Association of North America (seit 2012).
David Stifter schrieb auch einzelne Liedtexte für die schweizerische Band Eluveitie.

## Ehrungen
- 2006: Michael J. Durkan Prize for Books on Language and Culture (für sein Buch Sengoídelc)
- 2008: Burgenland-Stiftung Theodor Kery
- 2018 & 2021: Maynooth University Faculty of Arts, Celtic Studies and Philosophy Research Achievement Award

## Schriften (Auswahl)
Neben zahlreichen Werken über die alt- und mittelirische Sprache und Literatur sowie die festlandkeltischen Sprachen schrieb er auch das Lehrbuch Sengoídelc, das an Universitäten weltweit im Altirischunterricht eingesetzt wird. Außerdem gründete er 2006 die Zeitschrift Keltische Forschungen. Zu seinen Veröffentlichungen gehören:
- Philologica Latino-Hibernica: Nauigatio Sancti Brendani. Wien 1997, doi:10.25365/thesis.73 (157 S., Magisterarbeit).
- Zur Methodik und Didaktik des altirischen Elementarunterrichts. Theoretische Erläuterungen zu ’Sengoídelc – Old Irish for Beginners’, einem neuen Lehrbuch des Altirischen. Wien 2003, doi:10.25365/thesis.74 (Dissertation).
- Sengoídelc. Old Irish for Beginners. 4. Auflage. Syracuse 2014, ISBN 978-0-8156-3072-2 (englisch, Erstausgabe:  2006).
- mit Jérémie Viret, Pierre-Yves Lambert, Luka Repanšek und Karin Stüber: La défixion gauloise de Chartres. Paris 2014, ISBN 2-271-08317-6 (französisch).
- An apple a day... In: Indogermanische Forschungen. Band 124, 2019, S. 171–218, doi:10.1515/if-2019-0006.
- Cisalpine Celtic. Celta cisalpino. In: Palaeohispanica: revista sobre lenguas y culturas de la Hispania Antigua. 2020, S. 335–365, doi:10.36707/palaeohispanica.v0i20.375 (englisch).
- mit Elliott Lash und Fangzhe Qiu (Hrsg.): Morphosyntactic Variation in Medieval Celtic Languages: Corpus-Based Approaches. Berlin / Boston 2020, ISBN 978-3-11-068074-4, doi:10.1515/9783110680744 (englisch).